# Kanatzidisit
A kanatzidisit a szulfidásványok közé tartozó ásvány. Monoklin rendszerben kristályosodik, a prizmás kristályosztályba tartozik. Nevét Mercouri Kanatzidis görög-amerikai kémikusról nyerte. Eddigi egyetlen ismert előfordulását Magyarországon, a Börzsönyben fedezték fel 2023-ban.

## Keletkezése
Breccsás szerkezetű miocén korú  dácitban alakult ki  hidrotermás hatásra, egyedülálló ásványegyüttes részeként. 

## Előfordulásai
A kanatzidisit különlegessége, hogy eddig mindössze egyetlen lelőhelyről ismert, hasonlóan a nem sokkal korábban ugyaninnen kimutatott zipserithez. Nagybörzsönyhöz közel, a Börzsöny egyik jól ismert lelőhelyén, az egykor gazdag nemesfém-ércesedésről híres Alsó-Rózsa-táró meddőhányóján talált arzenopirites ércből írták le. Rendkívül csekély mennyiségben került elő, az ismert mintákat jelenleg a Firenzei Egyetemen vizsgálják.

## Szerkezete, megjelenése

A kanatzidisit kristályszerkezete

Sajátos és egyedi kristályszerkezettel bír, amely van der Waals kötéssel egymáshoz kapcsolódó SbBiS3-rétegekből és tellúratomokból álló négyzethálókból épül fel. Leíróinak elméleti számításai azt sugallják, hogy a kristály sávszerkezete Dirac-félfémre jellemző topológiai jellemzőket mutathat.
Egyedülálló kristályszerkezete miatt különleges elektromágneses tulajdonságai valószínűsíthetők, ezért fontos szerepet játszhat új anyagok, például félfémek, szupravezetők tervezésében.